# Blodkredsløbet
Blodkredsløbet (det kardiovaskulære system eller kredsløbet) er betegnelsen for det system af blodkar og organer, der med blodet bringer ilt, næring, hormoner m.v. til kroppens celler og bortskaffer de affaldsstoffer, cellernes forbrænding producerer. Det opdeles normalt i to: det lille kredsløb (lungekredsløbet eller pulmonarkredsløbet) og det store kredsløb (kropskredsløbet eller det systemiske kredsløb). Sammen med kredsløbet hører også lymfesystemet, der drænerer overskydende væske i form af lymfevæske fra kroppens væv og leverer det tilbage til kredsløbet. 
Det var William Harvey, der i 1628 opdagede blodets kredsløb.

## Det store kredsløb
Det store kredsløb tager udgangspunkt i hjertet, der pumper det iltede blod fra venstre hjertekammer ud i hovedpulsåren, Aorta, der løber foran rygraden ned til bækkenet. Undervejs løber flere sidegrene fra, der fører blod til hoved, arme, lever, nyrer, mave m.v., indtil Aorta endelig forgrener sig i de to store arterier, der fører ud i benene. 
Uanset hvor i kroppen pulsårerne (arterierne) fører blodet hen, vil det bevæge sig mod kroppens væv igennem mindre og mindre kar; arterierne deler sig i arterioler, der igen bliver til kapillærer, alt sammen for at få blod ud til hver enkelt af kroppens celler. Når blodet bevæger sig igennem kapillærerne, kan næringsstoffer og ilt sammen med væske fra blodbanen diffundere gennem kapillærvæggen ud til kroppens celler. Samtidig kan affaldsstoffer som CO2 diffundere tilbage til kapillæret. 
Herefter begynder kapillærerne at samles igen nu med af-iltet blod. De løber først sammen i "små vener", venoler, herefter i vener, der ender i de store hulvener, der leverer blodet til hjertet.

## Det lille kredsløb
Lungekredsløbet starter fra højre hjertekammer, hvor det af-iltede blod fra kroppen pumpes ud i lungearterien, der hurtigt deler sig og leder ud til hver lunge. Her deler blodkarrene sig hurtigt til arterioler og kapillærer, der ligger tæt op ad alveolerne, der er de små luftlommer, hvori udvekslingen af ilt og CO2 finder sted. 
Når blodet har afgivet CO2 og er blevet iltet, samles kapillærnettet til venoler og vener, og det iltede blod føres tilbage til hjertets venstre forkammer, så det kan pumpes rundt i det systemiske kredsløb igen. 

## Det parakapillære kredsløb
Blodets udveksling af væske, ilt, næringsstoffer, CO2 m.v. foregår via det parakapillære kredsløb, der er et mikrokredsløb, der finder sted hen over hver kapillærs længde. 
I den arterielle ende af kapillæret er blodtrykket forholdsvist højere end væsketrykket i den omkringliggende vævsvæske; der bliver derfor presset væske fra blodbanen til vævsvæsken. I den venøse ende er blodtrykket imidlertid faldet, så trykket i blodkarret er mindre end i vævsvæsken; derfor trækkes væske tilbage til blodbanen. Samtidig hjælpes dette mikrokredsløb af osmotiske forhold mellem vævsvæsken og blodbanen.

## Lymfesystemet
Når blodbanen afgiver væske til vævet, optager det ikke lige så meget væske. Der bliver en del væske tilbage i vævet. Hvis det ikke dræneres tilstrækkeligt, vil det med tiden skabe væskeudtrædninger i vævet, ødemer. Det problem løser lymfesystemet. Flettet ind i kapillærnettet ligger en mængde lige så tynde lymfekar, der drænerer den overskydende væske og fører den ad lymfesystemet tilbage til de store hulvener, lige inden de løber ind i hjertet. Undervejs passerer lymfen adskillige lymfeknuder, der er "depot" for bl.a. hvide blodlegemer, der spiller en stor rolle i kroppens immunforsvar.

## Venepumpen
Når blodet forlader hjertet i arterierne, drives det frem af blodtrykket, skabt af hjertets sammentrækning. Desto længere blodet bevæger sig bort fra hjertet, desto mindre bliver trykket. Når blodet har passeret kapillærnettet og bevæger sig over i venerne, er dette tryk ikke ret stort. Det, kombineret med at blodet skal overvinde tyngdekraften for at komme tilbage fra især benene på et stående menneske, har skabt en anden mekanisme til at føre blodet frem gennem venerne – venepumpen.  
Venepumpen virker lidt som et ventilsystem, der bringer blodet tilbage mod hjertet ved at udnytte veneklapper og kroppens muskelarbejde. Når musklerne trykker på venen klemmes den sammen. Det skaber et lokalt tryk, der presser blodet væk fra det sted, hvor venen klemmes sammen. Veneklapperne sidder på indersiden af venen og sørger for, at blodet kun kan bevæge sig mod hjertet. Når musklerne under arbejde skiftevis øger og mindsker trykket på venen, bevæges blodet efterhånden tilbage mod hjertet. 
Der findes to pumper i kroppen hhv. venepumpen, som fører det venøse blod op mod abdomen, og thoraxpumpen, som fører det venøse blod fra abdomen og op til hjertet. 

## Portåresystemer
En undtagelse gælder i hypofysen og leveren, hvor blodet passerer fra et kapillærnet gennem blodkar til et andet kapillærnet uden at have passeret hjertet – disse kar kaldes portåresystemer. 

## Blod-hjerne-barrieren
En anden undtagelse sørger for, at hjernen – der er yderst sårbar for visse skadelige stoffer, der kan findes i blodet – adskilles fra blodbanen via blod-hjerne-barrieren. Der findes dog visse stoffer, der kan gennemtrænge denne barriere som alkohol og noget medicin.